# Ukrainische Beachhandball-Nationalmannschaft der Frauen
Die ukrainische Beachhandball-Nationalmannschaft der Frauen repräsentiert den Handball-Verband (ukrainisch Федерації гандболу України) der Ukraine als Auswahlmannschaft auf internationaler Ebene bei Länderspielen im Beachhandball gegen Mannschaften anderer nationaler Verbände.
Das männliche Pendant ist die Ukrainische Beachhandball-Nationalmannschaft der Männer, als Unterbau fungiert die Ukrainische Beachhandball-Nationalmannschaft der Juniorinnen.

## Geschichte

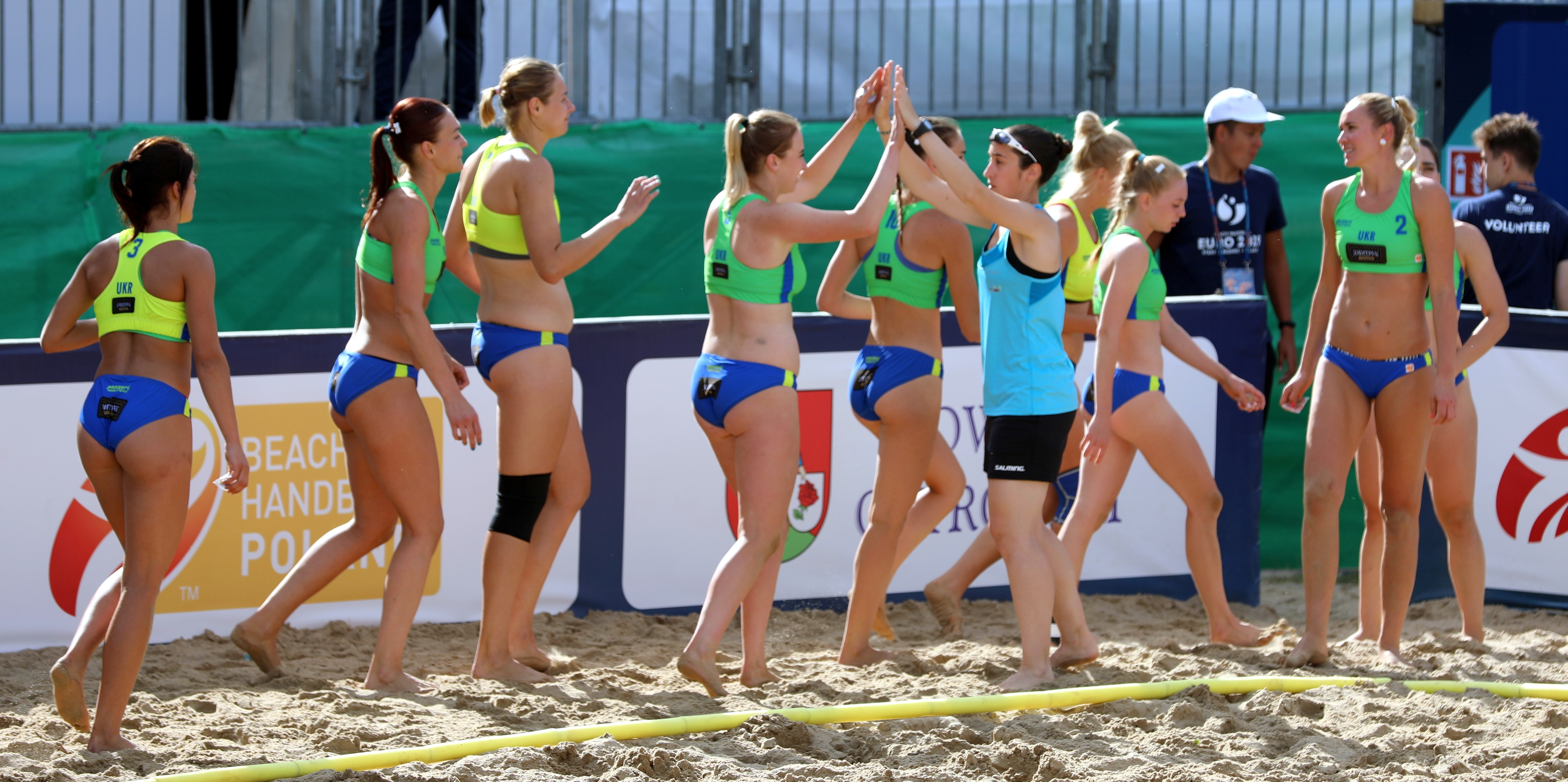
Die ukrainische Mannschaft und Schiedsrichterin Laura Buchón-Perea (Spanien, blau) vor dem Viertelfinalspiel gegen Kroatien bei der EM 2019

Die Ukrainische Nationalmannschaft der Frauen im Beachhandball gehört zu den frühesten Nationalmannschaftsgründungen in der zur Gründungszeit um das Jahr 2000 noch sehr jungen Sportart. Ganz zu Beginn gehörte die Mannschaft nicht nur zur absoluten Weltspitze, sondern gewann mit dem Titel bei den Europameisterschaften 2000 in Gaeta, Italien sowie dem Beachhandball-Wettbewerb bei den World Games 2001 in Akita, Japan, die jeweils beiden ersten Austragungen dieser Wettbewerbe. Danach konnte sich die Ukraine nicht dauerhaft in der Spitze etablieren und rutschte immer weiter bei den Platzierungen bis in das hintere Mittelfeld zurück. 2009 konnte bei den Europameisterschaften in Larvik, Norwegen, noch einmal das Halbfinale erreicht werden, was 2013 in Randers, Dänemark, noch einmal erreicht wurde. Seitdem gehen die Leistungen wieder zurück, bestenfalls erreichte die Ukraine seitdem Platzierungen im Mittelfeld, in schlechteren Jahren auch im hinteren Leistungsdrittel.
Neben den Mannschaften Italiens und Spaniens ist die Nationalmannschaft der Ukraine die einzige Mannschaft, die an allen Beachhandball-EM-Turnieren für Frauen teilgenommen hat.

## Teilnahmen
| World Games - 2001: 1. - 2005: nicht eingeladen - 2009: 6. - 2013: nicht qualifiziert - 2017: nicht qualifiziert - 2022: nicht qualifiziert World Beach Games - 2019: nicht qualifiziert - 2023: nicht qualifiziert |  | Weltmeisterschaften - 2001: ausgefallen - 2004: nicht qualifiziert - 2006: nicht qualifiziert - 2008: 9. - 2010: 4. - 2012: nicht qualifiziert - 2014: 4. - 2016: nicht qualifiziert - 2018: nicht qualifiziert - 2020: ausgefallen - 2022: nicht qualifiziert | Europameisterschaften - 2000: 1. - 2002: 5. - 2004: 10. - 2006: 9. - 2007: 8. - 2009: 4. - 2011: 9. - 2013: 4. - 2015: 8. - 2017: 12. - 2019: 8. - 2021: 14. - 2023: qualifiziert | Europaspiele - 2023: EHF Championship - 2022: 6. Global Tour - 2022: nicht eingeladen |

- EM 2000: Natalja Boryssenko • Jana Hryholjunas • Elena Jazenko • Maja Karbunar • Elena Radtschenko • Yryna Remysowa • Oksana Sakada • Anna Sjukalo • Maryna Werheljuk[1]

- WG 2001: Kader derzeit nicht bekannt

- EM 2002: Kader derzeit nicht bekannt

- EM 2004: Kader derzeit nicht bekannt

- EM 2006: Oksana Cheh • Julija Garbarenko • Olga Kuprichenkova • Olga Lajuk • Marija Makarenko • Alina Matyushenko • Ganna Rogozhynska • Anhelina Vinyatynska • Olessya Tamilovych

- EM 2007: Julija Bubenets • Daria Grobowa • Olga Kuprichenkova • Olga Lajuk • Nataliya Lyapina • Marija Makarenko • Anastasiia Pidpalowa • Walentyna Salamacha • Iryna Sheyenko • Anastasiia Sokol

- WM 2008: Iryna Hlibko • Kateryna Khristenko • Nataliya Lyapina • Anastasiia Pidpalowa • Iryna Renzychenko • Julija Saremba • Olesia Semenchenko • Yana Sitenko • Nataliya Turkalo • Alla Warawenko[2]

- EM 2009: Tetyana Chukhno • Oleksandra Dzyubak • Iryna Hlibko • Olga Kuprichenkova • Nataliya Kuzmina • Oksana Sakada • Olesia Semenchenko • Ala Sheiko • Olena Sulima • Nataliya Turkalo

- WG 2009: Tetyana Chukhno • Oleksandra Dzyubak • Iryna Hlibko • Olga Kuprichenkova • Nataliya Kuzmina • Oksana Sakada • Olesia Semenchenko • Ala Sheiko • Olena Sulima • Nataliya Turkalo[3]

- WM 2010 1: Tetyana Chukhno • Olga Kuprichenkova • Nataliya Kuzmina • Olha Lajuk • Olesia Semenchenko • Ala Sheiko • Olena Sulima • Iryna Renzychenko[4]

- EM 2011: Iryna Hlibko • Olha Lajuk • Anastasiia Rakitina • Olesia Semenchenko • Ala Sheiko • Waleryja Sorja • Olena Sulima • Kateryna Tschumak • Nataliya Turkalo • Maryna Wlasenko

- EM 2013: Julija Andrijtschuk • Viktoria Belmas • Iryna Hlibko • Olha Lajuk • Daria Matviienko • Anastassija Metelska • Ala Sheiko • Waleryja Sorja • Jana Sytenko • Kateryna Tschumak

- WM 2014: Julija Andrijtschuk • Viktoria Belmas • Olha Lajuk • Ksenyja Prozenko • Karolyna Sawtschenko • Olessja Sementschenko • Waleryja Sorja • Jana Sytenko • Kateryna Tschumak[5]

- EM 2015: Julija Andrijtschuk • Olha Lajuk • Anastassija Metelska • Tatjana Popowytsch • Ksenyja Prozenko • Karolyna Sawtschenko • Olessja Sementschenko • Waleryja Sorja • Daryna Surhan • Jana Sytenko[6]

- EM 2017: Julija Andrijtschuk • Iryna Hlibko • Iryna Jablonska-Bobal • Oleksandra Krebs • Walerija Kyryllowa • Olha Lajuk • Lessja Smolinh • Waleryja Sorja • Alena Sorokyna • Kateryna Tschumak[7]

- EM 2019: Julija Andrijtschuk • Hanna Djablo • Valeriia Horenko • Yana Hotra • Olha Lajuk • Sofija Lyssenko • Iryna Morosenko • Waleryja Sorja • Tetjana Tschornjawska • Jelisaweta Woronko[8]

- EM 2021: Julija Andrijtschuk • Hanna Djablo • Anastassija Kalyhina • Walerija Kyryllowa • Olha Lajuk • Olha Schljuchtina • Waleryja Sorja • Kristina Sorokina • Tetjana Tschornjawska • Jelisaweta Woronko[9]

- EHFC 2022: Julija Andrijtschuk • Anastassija Bondarenko • Hanna Djablo • Walerija Kyryllowa • Olha Lajuk • Iryna Morosenko • Maryna Schalimowa • Olha Schljuchtina • Waleryja Sorja • Tetjana Tschornjawska[10]

## Trainer
| Cheftrainer - 2000: Andrej Portnoj - 2006: Maja Karbunar - 2007: Andrej Portnoj - 2008: Oleksandr Gurskyi - 2009–2011: Maja Karbunar - seit 2013: Walentyn Wakula | Co-Trainer:in - 2000: Walentyn Wakula - 2006: Stepan Melnychuk - 2007: Maja Karbunar - 2008: Stepan Melnychuk - 2009–2011: Stanislav Prokopovich - seit 2013: Maja Karbunar |

## Einzelbelege
1. ↑  АНДРЕЙ ПОРТНОЙ: «ВСЮ ЖИЗНЬ Я РАБОТАЛ НА РЕЗУЛЬТАТ». Abgerufen am 27. Februar 2022 (ukrainisch).
2. ↑  Women. Abgerufen am 23. November 2022.
3. ↑  Info System. 12. Februar 2013, archiviert vom Original am 12. Februar 2013; abgerufen am 17. Mai 2022.
4. ↑  IHF Portal - IV Men's and Women's Beach Handball World Championships 2010 - Fixtures and Results. Abgerufen am 23. November 2022 (amerikanisches Englisch).
5. ↑  Team Info. Abgerufen am 23. November 2022.
6. ↑  European Handball Federation - Ukraine / (Adults Team). Abgerufen am 26. Februar 2022 (englisch).
7. ↑  European Handball Federation - Ukraine / (Adults Team). Abgerufen am 26. Februar 2022 (englisch).
8. ↑  European Handball Federation - Ukraine / (Adults Team). Abgerufen am 26. Februar 2022 (englisch).
9. ↑  European Handball Federation - Ukraine / (Adults Team). Abgerufen am 26. Februar 2022 (englisch).
10. ↑  Kader EHF Championships 2022
11. ↑  Daten zum Teil unvollständige/ungefähre/geschätzte/ungenaue Werte